# Objektbeziehungstheorie
Die Objektbeziehungstheorie ist eine ursprünglich auf Melanie Kleins Arbeiten zurückgehende Weiterentwicklung der psychoanalytischen Theorie. 

## Überblick
Unter dem Begriff Objektbeziehungstheorie werden unterschiedliche Ansätze zusammengefasst, denen gemeinsam ist, dass sie die zentrale Bedeutung der frühen Mutter-Kind-Beziehung und der Vorstellungen des Kindes über sich und seine Bezugspersonen für die spätere Beziehungsgestaltung und für die Persönlichkeitsentwicklung herausstellen. Ein weiteres gemeinsames Merkmal ist die Hervorhebung von Übertragung und Gegenübertragung in der Anwendung des psychotherapeutischen Konzeptes.
Der Begriff Objekt hat im psychoanalytischen Sprachgebrauch einen deutlichen Wandel erfahren: In der orthodoxen Psychoanalyse gilt es als eine Person oder ein Gegenstand, der eine Triebregung aufheben kann (z. B. eine Person, die sexuelle Befriedigung verschafft). In der Objektbeziehungstheorie bezeichnet der Begriff einen reagierenden Partner, also eine Person, die auf die Äußerungen des Subjekts eingeht. Der Begriff erhält somit eine stark gefühlsbetonte Bedeutung und wird nur noch sekundär als Ziel der Triebregungen verstanden.
Objektbeziehung bezeichnet dabei die Beziehung des Subjektes zu seiner Welt. Sie bezeichnet die phantasierte bzw. vorgestellte Beziehung zu einer Person, die durchaus von der realen Interaktion abweichen kann. Die Beziehung des Subjektes zu seiner Welt ist auch Gegenstand der Philosophischen Anthropologie, so etwa bei Schopenhauer. Insbesondere die Existenzphilosophie hat daraus eine Kritik der vorwiegend auf der Einzelpsychologie fußenden psychologischen Begriffe abgeleitet, vgl. auch → Eigenwelt. Diese Kritik wurde von Psychiatern wie Ronald D. Laing aufgegriffen.

## Entwicklung und Positionen der Objektbeziehungstheorie
Die Einführung und Anerkennung der Objektbeziehungstheorien ist eine der bedeutendsten Entwicklungen innerhalb der Entwicklung der Psychoanalyse. Während die Psychoanalyse Freuds einen Schwerpunkt auf das Konzept der Triebtheorie legte und den Menschen dadurch (tendenziell) als Einzelwesen betrachtete, lenkte Melanie Klein die Aufmerksamkeit der Psychoanalyse verstärkt auf die frühkindliche Entwicklung und die Auswirkungen der frühen Beziehungen zu Bezugspersonen. Sie folgte damit der Tradition ungarischer Psychoanalytiker wie Sándor Ferenczi und Michael Balint.
Klein vertrat den Gedanken, dass die Art und Weise, wie ein Mensch die Welt wahrnimmt und mit welchen Erwartungen er an sie herantritt, durch seine Beziehungen zu wichtigen frühen Bezugspersonen („Objekten“) geprägt wird. Diese Objekte können, nach dem Prinzip der Idealisierung und Entwertung, entweder geliebt oder gehasst werden. Die internalisierten Objekte werden durch die unbewusste Phantasie und Ängste des Kindes ebenso beeinflusst, wie durch die zunehmende Wahrnehmung der Außenwelt und den Reaktionen aus der Außenwelt.
Zwischen Melanie Kleins objekttheoretischem Ansatz und der dominierenden Schule Anna Freuds bildete sich eine weitere Strömung, die ideengeschichtlich zwischen diesen beiden Polen zu verorten ist. Eine zentrale Rolle spielte die sogenannte „Britische Objektbeziehungstheorie“ um William R. D. Fairbairn (1889–1964), Harry Guntrip (welcher Freuds Theorien als biologistisch und inhuman kritisierte), John D. Sutherland und Donald Winnicott.
Fairbairn stellte sich anders als Klein auch gegen Freuds dualistisches Triebkonzept. Die von ihm eingeleitete radikale Wendung vom Trieb zu Objektbeziehungen wurde auch als „Kopernikanische Wende“ der psychoanalytischen Persönlichkeitsforschung bezeichnet. Auf Fairbairn bauten auch die Arbeiten von Daniel Stern und Otto F. Kernberg auf, die ein angeborenes Bedürfnis nach Beziehung und Bindung als grundlegend sowohl für die frühe Entwicklung als auch für die Therapie anerkennen. Im Zuge dieser Erkenntnis betonen sie die wichtige Bedeutung des Beziehungsgeschehens innerhalb der Therapie gegenüber der bloßen Deutung unbewusster Inhalte, die noch bei Freud im Zentrum der psychoanalytischen Tätigkeit stand.
Auch Donald W. Winnicott folgte Klein in ihren Annahmen, betonte aber, wie auch Fairbairn, die realen Umwelterfahrungen für die Entwicklung des Kindes gegenüber den Projektionen und phantasiemäßigen „Besetzungen“, wie sie bei Freud noch im Zentrum der Betrachtung stehen. Eine bedeutende Stellung in Winnicotts Theorie nimmt dabei das sogenannte Übergangsobjekt ein, mit dessen Hilfe das Kind die Entwöhnung von der Mutterbrust und den Ausgang aus der engen symbiotischen Beziehung zur Mutter im Säuglingsalter verarbeitet und auffängt. Ein typisches Beispiel für ein Übergangsobjekt ist ein Kuscheltier oder eine Schmusedecke, die das Kind nicht mehr aus der Hand gibt.
Heinz Kohut entwickelte Kleins Ansatz zur Selbstpsychologie weiter. Diese untersucht, inwieweit ein Mensch Selbstobjekte (unterstützende Menschen, wichtige Gegenstände) benötigt, um die psychische Funktionsfähigkeit seines Selbst zu bewahren bzw. überhaupt erst aufzubauen.
Auch Theorien aus dem Gebiet der Ich-Psychologie (Joseph Sandler, Entwicklungsmodell von Margaret Mahler, Edith Jacobson, Heinz Hartmann u. a.) haben die Objektbeziehungstheorie stark beeinflusst und werden ihr häufig zugerechnet.
Der Psychoanalytiker und Vertreter der Ich-Psychologie Heinz Hartmann (1972) fasste als einer der Ersten umfassend und präzise die Unterscheidung zwischen dem Ich und dem Selbst. Hartmann sah im Ich ein strukturelles mental-kognitives System (Strukturmodell der Psyche), das er dem umfassenderen (psycho-physischen) Selbst – also der gesamten Repräsentanz des Individuums, inklusive seine Körperlichkeit (Körperbild), seiner psychischen Organisation und ihrer Teile und den Selbstrepräsentanzen, den unbewussten, vorbewussten und bewussten endopsychischen Repräsentationen des körperlichen und mentalen Selbst – im Ich-System gegenüberstellte. Damit kann die „Selbstrepräsentanz“ begrifflich einer „Objektrepräsentanz“  gegenübergestellt werden.
Eine Verbindung zwischen diesen Theorien und der empirischen Forschung schafft auch die Bindungstheorie von John Bowlby.
Insgesamt stellt die Objektbeziehungstheorie innerhalb der psychoanalytischen Theorie fast einen paradigmatischen Kurswechsel dar. Michael Balint kritisierte die orthodoxe Psychoanalyse mit ihrer Fokussierung auf das Phänomen der Triebe als eine „Ein-Personen-Psychologie“. Mit der Hinwendung zur Erforschung der frühen Mutter-Kind-Interaktion wurde demgegenüber eine Umkehrung oder mindestens bedeutsame Erweiterung der Perspektive vollzogen. Dies ist auch bekannt unter der Wendung von der Ein-Personen-Psychologie zur zwei-Personen-Psychologie.

## "Harte" und "weiche" Objektbeziehungstheorien
Heinz Kohut hat "die Begriffe tragischer Mensch zur Bezeichnung der Psychopathologie des Narzissmus und schuldiger Mensch zur Bezeichnung der ödipalen Psychopathologie geprägt, die sich unter dem Einfluss von Trieben, unbewussten intrapsychischen Konflikten und der dreigeteilten Struktur der Psyche entwickelt". "Dieser Unterscheidung folgend lassen sich die Objektbeziehungstheorien in "weiche" bzw. "mütterliche" Theorien - die eher stützend, strukturfördernd und gewährend intervenieren - und "harte" bzw. "väterliche" Konzeptionen - die eher aufdeckend, deutend und konfrontierend arbeiten - einteilen." Die Unterteilung in hart und weich stammt dabei ursprünglich von Friedmann "(zitiert bei Fonagy und Target, 2006, S. 155)"

### Harte Objektbeziehungstheoretiker
- Melanie Klein stelle in ihrer Metatheorie den Todestrieb in den Vordergrund; sie sehe Aggression als Ausdruck des Todestriebes und die Bedeutung der realen Objekte stehe in ihrer Konzeption eher im Hintergrund, insofern, als innere Objekte den unbewussten Fantasien der "jeweils aktiven intrapsychischen Position" entsprechen; es hänge "von der Triebbesetzung ab, nicht von den realen Vorgängen."[11]
- Otto F. Kernberg stelle in seiner Metatheorie die Affekte und duale Triebstruktur in den Vordergrund; er sehe Aggression als Ausdruck genetisch verankerter Disposition und die Bedeutung der realen Objekte stehe in seiner Konzeption eher im Hintergrund, insofern, als sie "gemeinsam mit Fantasie- und Abwehrprozessen die Selbst- und Objektrepräsentanzen" bilden.[11]

### Weiche Objektbeziehungstheoretiker
- Michael Balint stelle in seiner Metatheorie die basale präödipale Entwicklung in den Vordergrund; er sehe Aggression als Ausdruck einer entgleisten Beziehung und die Bedeutung der realen Objekte sei essenziell, insofern, als sie als primäre Objekte "responsiv zur Erfüllung archaischer Bedürfnisse zur Verfügung stehen" müssen.[11]
- Donald W. Winnicott stelle in seiner Metatheorie die Entwicklungsstufen der inneren und äußeren Objekte in den Vordergrund; er sehe Aggression als Reaktion auf das Objektversagen "aber auch [als] zentraler Entwicklungsfaktor für die Etablierung verwendbarer nicht-ich-Objekte" und die Bedeutung der realen Objekte stehe in seiner Konzeption eher im Vordergrund, insofern, als die Responsivität primärer Objekte die Fähigkeit fördere, allein zu sein.[11]
- William Fairbairn stelle in seiner Metatheorie die Suche nach dem Objekt in den Vordergrund; er sehe Aggression als Reaktion auf "reale Versagung und Deprivation" und die  realen Objekte "bestimmen das Ausmaß der internalisierten bösen Objekte"[11] William Fairbairn ist aus der Sicht von Friedmann dabei eher zugehörig zur Gruppe der harten Objektbeziehungstheoretiker.[10]
- Heinz Kohut stelle in seiner Metatheorie die Entwicklung der narzisstischen Selbstregulation in den Vordergrund; er sehe Aggression als "Ausdruck der kollabierten Selbst-Objektbeziehung und des Versuchs, die Selbstkohärenz zu stabilisieren" und die realen Objekte "müssen als Selbstobjekte responsiv zur Verfügung stehen, suboptimale Frustration der Selbstobjektbedürfnisse führt zu narzisstischer Pathologie."[11]

Behandlungsziel aus Sicht der Objektbeziehungsperspektive kann es beispielsweise sein, das Größen-Selbst des (narzisstischen) Patienten aufzulösen, genauer: "Das psychoanalytische Vorgehen in Bezug auf das pathologische Größen-Selbst, das zu dessen Auflösung führt, gestattet nicht einfach nur das Auftauchen fragmentierter, voneinander unabhängiger Teile von Triebkomponenten in der Übertragung, sondern höchst differenzierter, wenn auch primitiver Partial-Objektbeziehungen. Diese kann man mit Hilfe eines interpretierenden Vorgehens untersuchen und auflösen, das es erlaubt, sie in reifere oder ganzheitliche Objektbeziehungen und Übertragungen umzuwandeln, und damit auch, primitive intrapsychische Konflikte zu lösen und ein normales Selbst zu konsolidieren".

### Kritik dieser Einteilung
Stavros Mentzos schrieb, "dass man eine Objektbeziehungstheorie vertreten kann, die weder zu den "harten" noch zu den "weichen" Objektbeziehungstheorien zu gehören braucht. Damit meine ich keine oberflächlichen Kompromisse gegen "hart" und "weich", denn ich habe gegen beide Bedenken. Die zweite Gruppe vernachlässigt meines Erachtens die zentrale und durchgehende Rolle vom Konflikt, während in der ersten Gruppe zwar der Konflikt die ihm gebührende zentrale Position einnimmt, er jedoch ein anderer ist als der von mir gemeinte: Er ist dort der Gegensatz zwischen Eros und Thanatos, während ich den Gegensatz zwischen selbstbezogenen und objektbezogenen Tendenzen als den maßgebenden Konflikt betrachte."

## Medien
- Cécile Loetz, Jakob Müller: Klein, Bion, Winnicott: Objektbeziehungstheorien. In: Rätsel des Unbewußten. Podcast zur Psychoanalyse und Psychotherapie (Folge 28).